# گرملین
گرملین (به انگلیسی: gremlin) از شخصیت‌های موذی و جدید افسانه‌ها هستند. آن‌ها به‌طور طبیعی با شل کردن پیچ‌ها یا مسدود کردن لوله‌ها در کار وسایل نقلیه و انواع ماشین‌ها اختلال ایجاد می‌کنند. در ایران به اسم جن ماشین شناخته شده‌است

## تاریخچه
از این موجودات کوچک اندام، نخستین بار افراد نیروی هوایی در جنگ جهانی اول نام بردند. اما در جنگ جهانی دوم به‌طور کامل شناخته شدند، گرملین‌ها با دستکاری و خراب کردن دستگاه‌ها و ابزار انسان‌ها، آن‌ها را به ستوه می‌آورند. مردم معتقدند که چون گرملین‌ها بال ندارند، بنابراین سوار هواپیماها شده و به همین خاطر هواپیماها به صورت ناگهانی خراب شده و سقوط می‌کنند.

## شکل ظاهری

گرملین‌ها فکر می‌کنند که آسیب زدن به شما خنده‌دار است.

این موجودات کوته قد، به‌طور طبیعی قدشان بین ۱۵ الی ۵۰ سانتی متر متغیر است. اما علی‌رغم جثهٔ کوچکشان بال ندارند و برای پرواز مجبور به استفاده از هواپیماها می‌شوند.